# إميل كونزي
إميل كونزي (بالألمانية: Emil Kunze)‏ (مواليد 18 ديسمبر 1901 - الوفاة 13 يناير 1994) هو عالم آثار ألماني راحل. شغل منصب مدير المعهد الألماني للآثار، وعاد للتنقيب في أوليمبيا باليونان بعد انتها الحرب العالمية الثانية.

## روابط خارجية
- إميل كونزي على موقع مونزينجر (الألمانية)